# Леонтьев, Владимир Николаевич (публицист)
Владимир Николаевич Леонтьев (ум. в 1870-х) — российский писатель

 и публицист; редактор журналов «Современное слово» и «Искра». Брат Константина Николаевича Леонтьева.

## Биография
Об его детстве и отрочестве информации практически не сохранилось, да и прочие биографические сведения о нём очень скудны и отрывочны; известно лишь, что Владимир Леонтьев происходил из дворян; отец — Николай Борисович (1784—1840?) был из калужской ветви рода Леонтьевых; его дед Иван Петрович Леонтьев получил калужские имения благодаря браку с дочерью Ивана Петровича Толстого, президента Юстиц-коллегии. Мать Феодосия Петровна (1794—1871) была дочерью младшего единокровного брата и тёзки поэта Петра Матвеевича Карабанова.
С 1862 года В. Н. Леонтьев состоял редактором газеты «Современное слово», в которой, среди прочего, поместил ряд своих публицистических статей о крестьянской реформе 1848 года. 
Позже был помощником редактора политической и литературной газеты «Голос» издававшейся в городе Санкт-Петербурге. В 1870 году он принял на себя издание сатирического журнала «Искра», но в следующем году денежные неудачи заставили его бежать за границу, где он и умер в 1870-х годах. 
В 1876 году Леонтьев отдельно издал свой труд под заглавием «Оправданные, осужденные и укрывшиеся от суда».